# Isabel Swan
Isabel Swan, född den 18 november 1983 i Rio de Janeiro, är en brasiliansk seglare.
Hon tog OS-brons i 470 i samband med de olympiska seglingstävlingarna 2008 i Qingdao i Kina.